# Alberto Gutiérrez (educador)
Alberto Gutiérrez (4 de enero de 1877, Mezquital del Oro, Zacatecas, México–  26 de julio de 1949, Hermosillo, Sonora, México), Educador ilustre. Nació en Mezquital del Oro, Zacatecas, en 1878. Inició sus estudios en la Escuela Normal de su estado natal y los concluyó en la de Puebla en 1903. Después de haber terminado su carrera de educación primaria trabajó en las escuelas oficiales de Nuevo León y en 1906 arribó a la ciudad de Álamos, previamente nombrado director de la Escuela Oficial de Varones, ahí contrajo matrimonio con la señorita Argelia García, unión que originó una familia de empresarios y políticos, cuyos nombres figuran en los anales de Sonora.
Posteriormente ascendió a inspector escolar, fue diputado al Congreso de la Unión en la XXX Legislatura por el distrito de IV que representaba a Álamos en 1922, de quien el general Ignacio C. Enríquez relató lo siguiente en los días en que estalló la rebelión delahuertista: 

“.. Para comprobar que la base de la campaña del Señor de la Huerta es de promesas futuras y de halagos de las ambiciones de los hombres, me mostraron una fotografía hace unos cuantos días, tomada después de una comida tenida por el Señor de la Huerta con un grupo de sus amigos. Están sentados el Señor de la Huerta y el Diputado por Sonora Señor Alberto Gutiérrez y de pie el resto del grupo. Al reverso de dicha fotografía vi una dedicatoria que dice poco más o menos: “Para mi amigo el futuro Gobernador de Sonora. Adolfo de la Huerta”.  Me expilicaron que este Señor Diputado Gutiérrez hace varios días andaba vacilante y fue a ver al General Calles, diciéndole que simpatizaba con él; pero que tenía compromisos. Que sabiéndolo el Señor de la Huerta, con dicha dedicatoria despertó su ambición y lo aseguró entre los de su grupo”.

Volvió a prestar sus servicios en el ramo de la educación pública local, estando al frente de la Dirección General de Educación hasta el 6 de enero de 1937. Fue inspector escolar, director de la Escuela Normal del Estado y después ascendió a director general de Educación en el Estado, fue jubilado por decreto de la Legislatura de 4 de mayo de 1943, volvió al servicio activo desempeñando nuevamente la dirección general y el decreto del 25 de octubre de 1946 previno lo siguiente: 

“La XXXVIII legislatura del Estado Libre y Soberano de Sonora declara Educador Ilustre de este mismo Estado al Profesor Alberto Gutiérrez, como un reconocimiento y estímulo a los servicios eminentes que ha prestado al Estado en el Ramo de la Educación”.

En los años cuarenta, incursionó en el mundo de los negocios, fundando en compañía de sus hijos, una gran empresa avícola conocida nacionalmente como "Mezquital del Oro" en reconocimiento al lugar de origen del maestro. En 1941 elaboró una completa monografía de la ciudad de Hermosillo que contenía información demográfica, comercial, industrial, vías de comunicación como el ferrocarril y la escasa vialidad aérea de aquella época. En 1942 ocupa por segunda vez el cargo de director general de Educación. Al asumir el gobierno del estado el general Abelardo L. Rodríguez, lo ratificó en el mismo cargo.
Fue el primer Presidente del Patronato de la "Fundación Esposos Rodríguez", constituida el 15 de abril de 1946 y fue coautor de sus Bases Constitutivas, cuyo cargo desempeñó hasta su muerte. 
Se retiró definitivamente de las actividades docentes por motivos de salud en 1948 y concluyó sus días en Hermosillo el 26 de julio de 1949. En su honor, se impuso su nombre a una importante escuela y a una calle en la ciudad de Hermosillo.
Uno de sus alumnos, el Prof. Gustavo Rivera Rodríguez, escribió lo siguiente:

“Su deceso originó un rudo golpe para los que tuvimos la oportunidad de recibir su fuerza moral, su fraternal solicitud, pero estamos seguros que siempre que nos haga falta una orientación, su espíritu vendrá a nosotros como una fuente de inspiración y de energía y mientras exista la Escuela Normal del Estado, vivirá el nombre del inolvidable y querido maestro Don Alberto Gutiérrez”.